# 블랙 파워
블랙 파워(Black Power)는 흑(黑)아프리카인 또는 아프리카인의 후계자들이 주축이 되는 민족 해방과 자결 쟁취 운동이다. 해방은 타 인종에게 의지할때가 아니라 흑인 스스로 독자적인 가치관을 형성해서 이루어나가는 것이라는 이념을 공유하는 흑인들이 주로 사용하는 선전적 용어이다.

## 용어
1966년 3월에 미시시피주에서 흑인의 투표권 등록을 요구하며 데모 행진이 행해졌을 때 SNCC(학생 비폭력 조정위원회)의 전위원장 가마이겔이 내세운 슬로건이다. 이 뜻은 흑인들이 참된 자유를 얻기 위해서는 흑인들 스스로가 정치적·경제적 권력을 갖고 자기들의 문제를 자기들의 힘으로 해결할 수 있도록 하지 않으면 안 된다고 하는 것이다. 그러나 이것은 폭력의 긍정이라고 비난하는 소리도 높고 인종차별 철폐 운동의 분열 또는 후퇴라고 평가하는 사람도 많다.

## 아프리카계 미국인
정치적 관점에서 "흑권력"이라는 용어를 처음 사용한 사람은 1950년대의 필자이며 출반자인 로버트 F. 윌리엄스이다. "흑권력!"이라는 구호는 1960년대 후반 학생 비폭력 운동 조정 위원회(스닉, SNCC)의 조직 활동가이며 선동가인 스토클리 카마이클 (현재 쿠와메 투레라는 이름으로 알려졌다)에 의해 대중화되었다.
미국에서 흑권력을 위한 움직임은 미국 민권 운동의 중반기 (1960년대)에 발현되었다. 당시 매체의 집중을 받고 있던 마틴 루서 킹이 주창하는 (인종 차별에 대한 비폭력 저항과 비분리주의를 최종 목표로 하는) 정치적 노선에 비판적인 시선을 보내는 스닉 조직원들이 생기기 시작하였다. 이들은 미국이 백인 다수 국가임으로 미 흑인들이 백(白)압제하에 있게 된다고 분석하였다. 그리하여 스닉은 중앙 위원회의 모임에서 자결주의 원칙을 받아들였다. 흑(黑)민중의 상황에 있어서 이 자결주의는 흑권력을 뜻한다.
스닉은 또한 미국에서 백인 인종 차별주의자들이 흑인을 상대로 폭력을 행사하는 실황을 고려 할 때 개량주의적 민권 전략은 흑민족에게 불충분하다고 판단하였다. 그 결과는 민권 운동이 약화 됨에 따라 더 급진적이며 폭력적인 뉘앙스를 갖춘 조직들이 - 대표적으로 블랙 팬더가 있다 - 세력을 넓히고 백(白)주도권 (헤게모니)에 더 과격하게 도전하게 된다.

## 범아프리카주의
흑권력을 표방하는 또 다른 이념은 "문화 국민주의"자들이며 이들은 범아프리카주의(Pan-Africanmis)을 추구한다. 현재 흑권력 움직임 일반 내부에서 이들 범아프리카주의자들이 아프리칸 쁘띠부르주아의 이익을 빈곤 계층과 노동 계급보다 우선시하고 있다는 비판이 있다.

## 같이 보기
- 흑아나키즘
- 흑표당
- 스토클리 카마이클
- 엘리즈 클리버
- 마커스 가비
- 휴이 뉴튼
- 바비 실

## 참고 문헌 (영어)
- Breitman, George. In Defense of Black Power. International Socialist Review Jan-Feb 1967, from Tamiment Library microfilm archives. Transcribed & marked up by Andrew Pollack for the Encyclopaedia of Trotskyism On-Line. Retrieved May 2, 2005.

- Carmichael, Stokely. Student Nonviolent Coordinating Committee Position Paper: The Basis of Black Power. Retrieved May 2, 2005.

- SNCC Project Group. SNCC Issues: Black Power. SNCC 1960-1966: Six years of the Student Nonviolent Coordinating Committee. Retrieved May 2, 2005.